# Mycalesis maforica
Mycalesis maforica är en fjärilsart som beskrevs av Hans Fruhstorfer 1906. Mycalesis maforica ingår i släktet Mycalesis och familjen praktfjärilar. Inga underarter finns listade i Catalogue of Life.